# 拉盖鲁尔德
拉盖鲁尔德（法語：La Guéroulde，法語發音：[la ɡeʁuld]）是法国厄尔省的一个旧市镇，属于埃夫勒区。2016年，拉盖鲁尔德与市镇布勒特伊和桑特赖合并为新的布勒特伊。

## 地理
拉盖鲁尔德（48°48'53"N, 0°53'15"E）面积11.32 平方千米，位于法国诺曼底大区厄尔省，该省份为法国北部内陆省份，北起滨海塞纳省，西接奧恩省和卡爾瓦多斯省，南至厄尔-卢瓦省，东临瓦兹省、瓦兹河谷省和伊夫林省。
与拉盖鲁尔德接壤的市镇（或旧市镇、城区）包括：贝梅库尔、布勒特伊、桑特赖、弗朗什维尔。

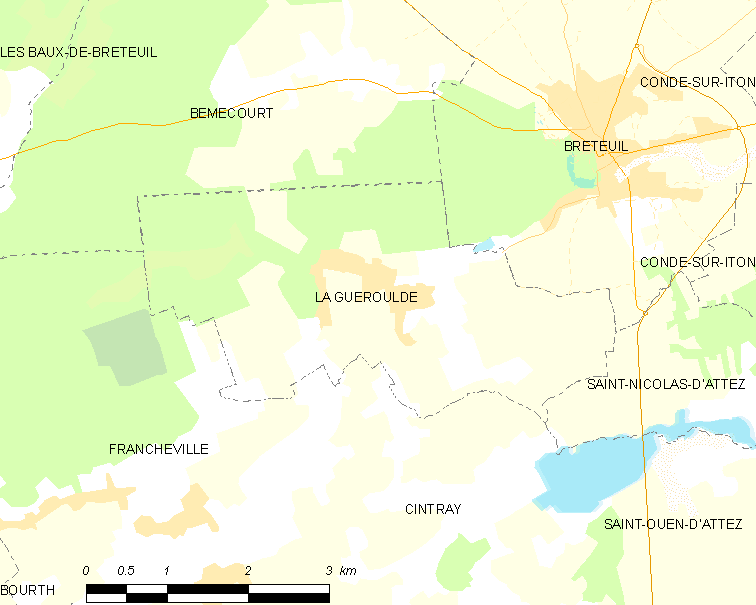
拉盖鲁尔德的OSM定位图

拉盖鲁尔德的时区为UTC+01:00、UTC+02:00（夏令时）。

## 行政
拉盖鲁尔德的邮政编码为27160，INSEE市镇编码为27305。

## 政治
拉盖鲁尔德所属的省级选区为布勒特伊县。

## 人口

1962-2008年间拉盖鲁尔德人口变化图示

拉盖鲁尔德于2018年1月1日时的人口数量为792人。